# 第一代羅素伯爵約翰·羅素
第一代羅素伯爵約翰·羅素，KG，GCMG，PC（英語：John Russell, 1st Earl Russell，1792年8月18日—1878年5月28日），活躍於19世紀中期的英國輝格黨及自由黨政治家，曾任英國首相，於1861年以前以約翰·羅素勳爵（Lord John Russell）為其通稱。他的孫子伯特蘭·羅素是著名的哲學家、1950年的諾貝爾文學獎得主。

## 生平
1792年，羅素出生於威斯敏斯特的赫特福德街。1813年，羅素進入國會。1835年，擔任內政國務秘書。1846年，羅素出任首相。1847年，在工廠推行每日十小時的工時。1848年，在工廠推行建立公共健康委員會。1865年，第二次出任首相。

## 外交

### 法國
羅素等人並沒有為1848年2月法國君主制的結束感到遺憾，他們與路易·菲利普有很多分歧，路易·菲利普自1830年革命以來一直統治著法國。帕默斯頓表示願意隨時準備承認新政權的合法性，只要它準備尊重現有條約即可。一旦獲得保證，英國政府便將巴黎二月革命視為既成事實。

## 家庭
孙子伯特兰·罗素是著名的數學家與哲学家、于1950年获得诺贝尔文学奖。